# Asterella dominicensis
Asterella dominicensis là một loài rêu trong họ Aytoniaceae. Loài này được S.W. Arnell mô tả khoa học đầu tiên năm 1958. Danh pháp khoa học của loài này chưa được làm sáng tỏ. 